# Koniewo, Tỉnh West Pomeranian
Koniewo [kɔˈɲevɔ] (Kunow của Đức) là một ngôi làng thuộc khu hành chính của Gmina Wolin, thuộc quận Kamień, West Pomeranian Voivodeship, ở phía tây bắc Ba Lan. Nó nằm khoảng 6 kilômét (4 mi) phía đông nam của Wolin, 21 km (13 mi) phía tây nam Kamie Kam Pomorski và 43 km (27 mi) phía bắc thủ đô khu vực Szczecinh.
Làng có dân số 380.